# شورقوغال
شورقوغال (ترکی آذربایجانی: Şorqoğal) نوعی شیرینی قدیمی آذربایجانی است به شکل گرد که با بادیان رومی، زیره سبز، دارچین، زردچوبه، نمک و فلفل سیاه پر می‌شود. شورقوغال به همراه باقلوا و شکربوره، دیگر شیرینی‌های آذربایجانی، بیشتر برای عید نوروز پخته می‌شود.

## اطلاعات کلی
شورقوغال یک شیرینی گردشکلی با سطح بیرونی زرد روشن می‌باشد. این شیرینی در دو نوع است. یکی شورقوغال نام دارد که با ترکیبی از ادویجات آماده می‌شود. دومی «شیرین‌قوغال» اسم گرفته که درونش با گردو یا فندق آسیاب شده پر می‌شود. همانند سایر شیرینی‌هایی که در جمهوری آذربایجان برای عید نوروز درست می‌شود، شورقوغال هم معنای نمادینی دارد که خورشید را جلوه می‌دهد.